# Département de San Blas de los Sauces
Pour les articles homonymes, voir San Blas et Blas.
Le département de San Blas de los Sauces est une des subdivisions de la province de La Rioja, en Argentine. Son chef-lieu est San Blas.
Le département a une superficie de 1 590 km2. Sa population était de 4 048 habitants en 2001 et était estimée à 4 667 habitants en 2007.